# Martin Kavka
Martin Kavka (* 12. července 1977, Ostrava) je novinář, copywriter a copyeditor. V roce 2008 založil internetový slovník Čeština 2.0, který shromažďuje nové, neotřelé a zajímavé výrazy a novotvary. Společně s lexikografem Michalem Škrabalem je autorem knihy Hacknutá čeština: Neortodoxní slovník dnešní mateřštiny vydané v roce 2018.

## Život a kariéra
Martin Kavka vystudoval obchodní akademii. Pracoval jako novinář, redaktor, editor a marketingový specialista. Nyní[kdy?] působí jako copywriter a copyeditor. Připravuje obsahové strategie, vytváří obsah pro firemní weby i tiskoviny. Společně se svou ženou Alicí Kavkovou založil společnost 4 Kavky, která na trh znovu uvádí pozapomenuté hry (například skákací guma) a zároveň vymýšlí hry nové.

## Čeština 2.0
Martin Kavka založil on-line slovník Čeština 2.0 v roce 2008. V dubnu 2018 slovník obsahoval přes 11 tisíc slov. Do slovníku v průměru přibude 50 až 80 slov týdně. Do slovníku mohou nová slova vkládat externí přispěvatelé. Slovník obsahuje slangové i trendové výrazy, například ze světa politiků nebo byznysmenů, i různé novotvary. Slovník umožňuje řazení hesel podle abecedy, data přidání či oblíbenosti výrazu, přičemž oblíbenost nastavuje rovněž komunita uživatelů svým hlasováním. Ke každému heslu je uveden příklad jeho užití ve větě nebo v konkrétní situaci, u některých je vysvětleno i pozadí jejich vzniku.

## Hacknutá čeština
Martin Kavka je společně s lexikografem Michalem Škrabalem autorem knihy Hacknutá čeština: Neortodoxní slovník dnešní mateřštiny, kterou v říjnu 2018 vydalo nakladatelství Jan Melvil Publishing. Kniha je označována jako slovník neologismů.
Do slovníku autoři vybrali více než 3 000 nových slov, která vypovídají o současné době. Týkají se například politiky, alkoholu, sexu i dalších oblastí života. Knihu doplňují ilustrace a rozhovory Martina Kavky s devíti osobnostmi, pro něž je čeština pracovním nástrojem (například copywriterka Michelle Losekoot, lektor tvůrčího psaní René Nekuda nebo herec Jan Zadražil).